# کرندون ایرلاینز
کرندون ایرلاینز (به انگلیسی: Corendon Airlines) یک شرکت هواپیمایی با کد یاتا XC است.
شرکت هواپیمایی کرندون ترکیه Corendon Airlines در سال ۲۰۰۶ تأسیس شد و یکی از خطوط هوایی کشور ترکیه می‌باشد و دارای بیش از ۲۳ هواپیمای مسافربری و باربری است. فرودگاه مرکزی شرکت هواپیمایی کرندون ترکیه Corendon Airlines فرودگاه بین‌المللی آنتالیا Antalya International Airport می‌باشند.

## مقصدهای پروازی
کرندون ایرلاینز به ۳۶ مسیر و ۱۵۰ فرودگاه، پرواز انجام می‌دهد و پروازهای فصلی و کرایه‌ای نیز مابین ترکیه و هلند به بسیاری از کشورهای اروپایی برگزار می‌کند.

## ناوگان هوایی

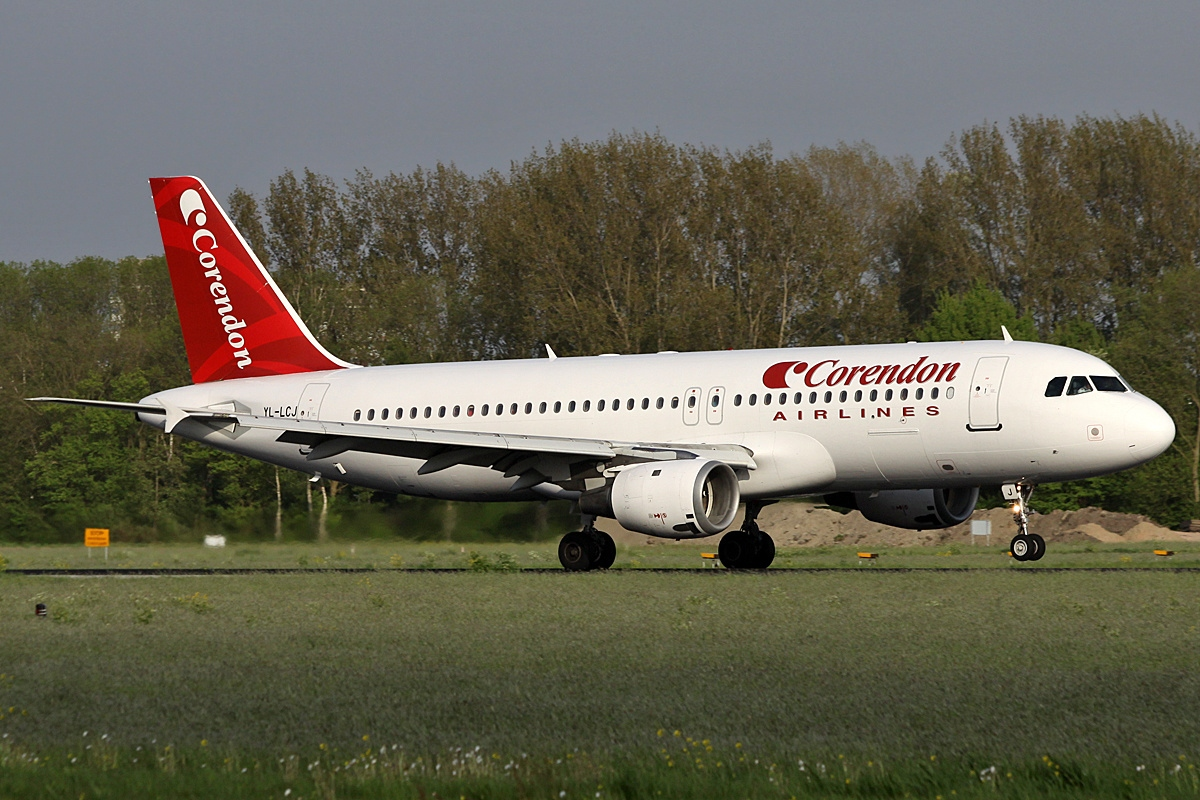
ایرباس ای۳۲۰

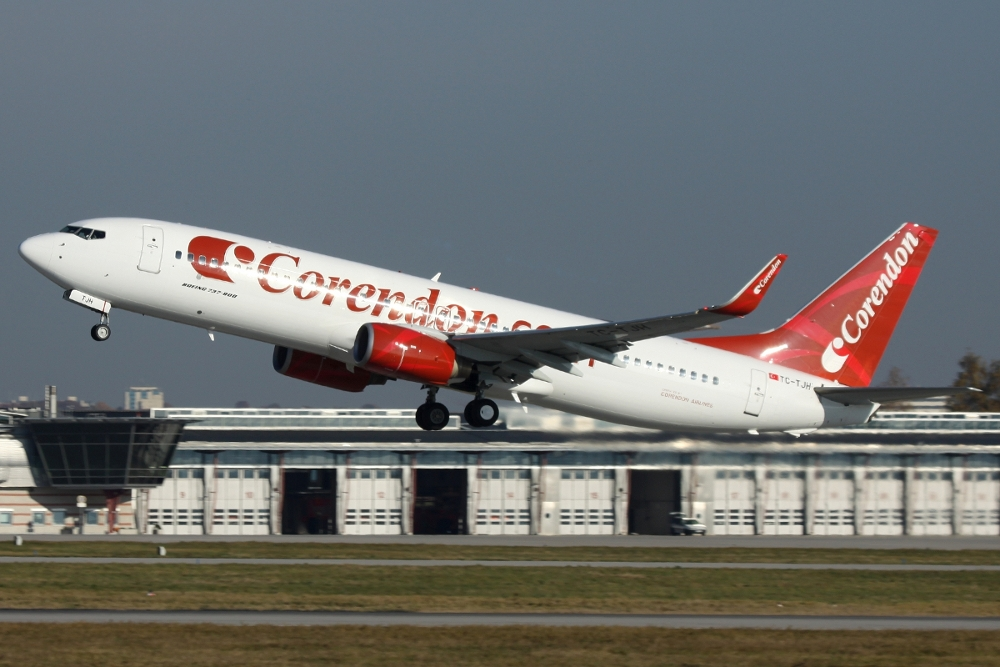
بوئینگ ۷۳۷–۸۰۰

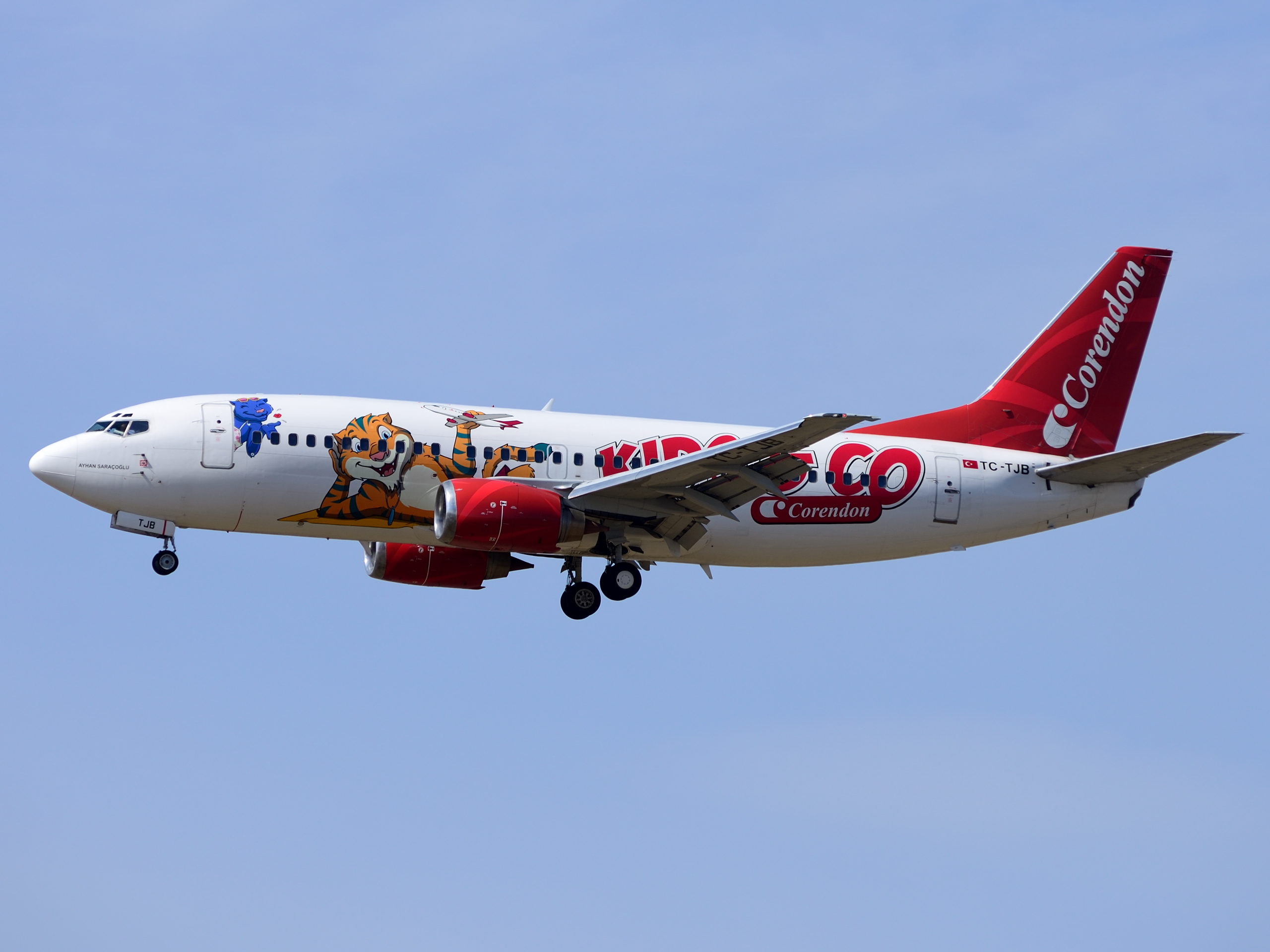
بوئینگ ۷۳۷–۳۰۰

بنا بر داده‌های اوت ۲۰۱۵ میلادی، ناوگان هوایی کرندون ایرلاینز به شرح زیر است:
| هواپیما             | فعال | مسافران | توضیحات |
| ------------------- | ---- | ------- | ------- |
| بوئینگ ۷۳۷ نسل بعدی | ۲۳   | ۱۸۹     |         |
| بوئینگ ۷۳۷ مکس      | ۱    | ۱۸۹     |         |
| مجموع               | ۲۴   |         |         |

مهمانداران هواپیمایی کرندون ترکیه Corendon Airlines یکی از آموزش دیده‌ترین مهمانداران بین شرکتهای هواپیمایی می‌باشند و به علت وجود مهماندار از ملیت‌های مختلف امکان صحبت با زبان‌های مختلف را دارند.